# Gavin du Porter
Gavin du Porter (* 7. März 1949 in London als Henry Francis Phillips) ist ein englischer Pop- und Schlagersänger sowie Songwriter.

## Biografie
Der in England aufgewachsene Gavin du Porter zog 1965 nach Deutschland. Nachdem er sich 1970 in Dortmund niedergelassen hatte, wurde er Mitglied der Gruppe Red Roosters, aus der nach einigen Umbesetzungen die Band Epitaph hervorging. Außerdem war er Sänger der Showband Casino Sextett und der im Jazzrock beheimateten Formation Time in Space.
Mit Got to Get Back to Pasadena veröffentlichte du Porter 1973 seine erste Solo-Single bei EMI. Mit deren deutscher Version In Pasadena hatte er einen Auftritt in der ZDF-Hitparade. 1974 folgten So wie du und Ein neues Land (Wenn einer leichter ist als du). Einen Radiohit hatte er 1976 mit dem Lied Du fehlst mir, Maria, das Platz 31 der deutschen Airplay-Charts erreichte. Im selben Jahr erschienen auch die Singles Bring den Wein und Du bist das, was ich will, letztere im Duett mit Ireen Sheer, deren Ehemann er von 1976 bis 2000 war.
Abgesehen von wenigen Veröffentlichungen als Sänger war du Porter von nun an hauptsächlich im Hintergrund tätig. Ausnahmen waren die 1980er Single Don’t Play This Melody und das 1995 erschienene Zwei Herzen, ein Gedanke, ein weiteres Duett mit Sheer.

## Diskografie
Singles 
- 1973: Got to Get Back to Pasadena (deutsch: In Pasadena)
- 1974: So wie du
- 1974: Ein neues Land (Wenn einer leichter ist als du)
- 1975: Wenn nur die Eifersucht nicht wär’
- 1976: Du bist das, was ich will (mit Ireen Sheer)
- 1976: Bring’ den Wein
- 1976: Du fehlst mir, Maria
- 1980: Don’t Play This Melody
- 1995: Zwei Herzen – ein Gedanke (mit Ireen Sheer)